# Sergio Gabrielli
José Sergio Gabrielli de Azevedo GORB • GOMD • CavMM (Salvador, 3 de outubro de 1949), mais conhecido por José Sergio Gabrielli ou simplesmente Sergio Gabrielli é um professor titular licenciado da Universidade Federal da Bahia (UFBA). Exerceu o cargo de diretor financeiro e de Relações com Investidores da Petrobras de 1 de fevereiro de 2003 a 21 de julho de 2005, quando foi nomeado membro do Conselho de Administração da Petrobras e presidente da empresa, sendo o seu mandato o mais longevo (sete anos) até então.

## Biografia
Gabrielli é graduado em Economia pela Universidade Federal da Bahia (UFBA) onde também obteve mestrado com a dissertação Incentivos Fiscais e Desenvolvimento Regional.
Em 1987, obteve o título de PhD em Economia pela Universidade de Boston, com dissertação sobre o Financiamento das Estatais durante o Governo Geisel. Entre 2000 a 2001 foi pesquisador visitante na London School of Economics, em Londres.
Na UFBA, foi pró-reitor de Pesquisa e Pós-Graduação, diretor da Faculdade de Ciências Econômicas e coordenador do Mestrado em Economia. Foi também superintendente da Fundação de Apoio a Pesquisa e Extensão (FAPEX).
Escreveu diversos artigos e livros sobre reestruturação produtiva, mercado de trabalho, macroeconomia e desenvolvimento regional.
Foi considerado pela Revista Época um dos 100 brasileiros mais influentes do ano de 2009.
É membro não executivo do Conselho de Administração do Itaúsa S.A. e membro do Conselho de Administração e Comissão para a Estratégia Internacional da Galp Energia. Além de ter sido membro dos Conselhos de Administração das subsidiárias da Petrobras: Gaspetro, Petrobras Distribuidora (BR), Petroquisa, PBio (Petrobras Biocombustível), Transpetro e Petrobras Argentina.
Em 23 de janeiro de 2012, anunciou sua saída da presidência da Petrobras para assumir a chefia de uma secretaria de Estado no Governo da Bahia. Assumiu o cargo de Secretário do Planejamento da Bahia em 9 de março de 2012 e comanda um programa de rádio que é veiculado todas as quintas nas rádios baianas onde comenta das ações do governo do Estado, e temas conjunturais e de pesquisas (emprego e desemprego, comércio varejista, indústria e resultados do PIB) e avaliando a economia regional, nacional e internacional.
Na campanha presidencial de 2018, Gabrielli foi o coordenador de campanha do segundo colocado, Fernando Haddad, do Partido dos Trabalhadores (PT).

## Prêmios recebidos
- 2004 – Recebeu o prêmio "O Equilibrista", do Instituto Brasileiro de Executivos Financeiros (IBEF) e ainda neste ano, foi eleito "Profissional do Ano" pela Associação Nacional dos Executivos de Finanças, Administração e Contabilidade (ANEFAC).
- 2005 – Recebeu o prêmio de melhor executivo de finanças da América Latina pelo International Stevie Business Awards.
- 2005 – Admitido à Ordem do Mérito da Defesa por nomeação do então presidente Luiz Inácio Lula da Silva no grau de Grande-Oficial suplementar.[3]
- 2006 – Foi agraciado, com o prêmio "Empreendedor do Ano", na categoria Energia, da Revista IstoÉ Dinheiro.
- 2006 – Admitido por indicação da presidência da república em março e abril respectivamente à Ordem do Mérito Militar no grau de Cavaleiro especial e à Ordem de Rio Branco no grau de Grande-Oficial suplementar.[2][1]
- 2007 – Foi escolhido pelos pares entre as empresas de Petróleo como "Energy Executive of the Year" pela Petroleum Economist, de Londres.
- 2009 – Recebeu o prêmio "Person of the Year", concedido pela Brazilian-American Chamber of Commerce. Ainda no mesmo ano, foi incluído entre os 30 CEOs mais respeitados do mundo pela Barron's, revista semanal editada pelo The Wall Street Journal.
- 2010 – Recebeu o "Global Energy Award", do World Energy Council em Montreal, Canadá. Ainda no mesmo ano, foi incluído entre os 30 CEOs mais respeitados do mundo pela Barron's, revista semanal editada pelo The Wall Street Journal e eleito "Personalidade do Ano" pelo Instituto Brasileiro de Petróleo, Gás e Biocombustíveis (IBP).[14]
- 2011 – Foi eleito o "Executivo de Petróleo do Ano" pela Energy Intelligence[15] e eleito o "Executivo Empreendedor do Ano" pela Ernst & Young.
- 2012 – Foi premiado como o "Executivo de Maior Destaque nas Relações Comerciais e Empresariais Entre Brasil-Japão", pela Câmara de Comércio Brasil-Japão.